# Islas Fanny
Las islas Fanny o islotes Fanny (en inglés: Fanny Islets) forman parte de las islas Malvinas. Se encuentran cerca del extremo sureste de Lafonia, en la isla Soledad, en la bahía de los Abrigos. Se localiza junto a las islas del Puerto y al sur de la isla Rebaño, cerca de la Rada Fanny.